# Lagăr palier
Sintagma lagăr palier se referă la lagărele fusurilor paliere ale unui arbore cotit, care la rândul lui este o parte a unui mecanism motor. 
La motoarele cu ardere internă lagărele sunt plasate în blocul motor la motoarele mici (cum sunt cele de automobile și tractoare), sau în carterul inferior la cele mari (cum sunt cele de avioane, locomotive și vapoare). Lagărele paliere sunt de obicei lagăre de alunecare, cu ungere hidrodinamică, plasate în blocul motor și turnate odată cu carterul superior (lagăre suspendate), sau se execută în varianta de lagăr rezemat, când capacul lagărului se reazemă pe carterul inferior.

## Numărul de lagăre paliere
Numărul de lagăre paliere este determinat în principal de sarcina motorului și de viteza maximă (turația) de funcționare. Mărirea numărului de lagăre dintr-un motor va conduce, în general, la majorarea dimensiunilor și costului motorului, însă totodată determină micșorarea tensiunilor de încovoiere, cauzate de distanțele de la manetoane până la cel mai apropiat lagăr.
Multe motoare au cel puțin două lagăre paliere, câte unul la fiecare capăt al arborelui cotit. Pot fi amplasate lagăre paliere suplimentare  în lungul arborelui cotit, uneori câte un lagăr  per maneton, utilizate la motoare diesel moderne, destinate  pentru turații mari și la  motoare cu aprindere prin scânteie.

## Capace pentru lagăre
Jumătatea inferioară a lagărului palier - capacul lagărului - se fixează de partea superioară cu prezoane sau șuruburi. Construcția tipică constă în existența a două șuruburi pentru fiecare capac, însă unele motoare pot avea patru sau șase șuruburi pentru fiecare capac. Șuruburile suplimentare asigură o rezistență mai mare și permit ca motorul să dezvolte puteri mai mari. 